# Taro
Taro (znanstveno ime Colocasia esculenta) je tropska rastlina, ki se primarno goji kot gomoljna, sekundarno pa kot listnata zelenjava. Verjetno je bil taro ena izmed prvih kultiviranih rastlin.  Surov je taro zaradi vsebnosti kalcijevega oksalata strupen, vendar je toksin uničen s kuhanjem  ali pa odstranjen z namaknajem tarovih gomoljev v mrzli vodi preko noči. Taro je tesno soroden vrstam iz rodov Xanthosoma in Caladium, ki se jih navadno goji v okrasne namene in napačno navaja pod imenom slonje uho. 

## Ime in izvor
Taro je divja rastlina na vlažnih nižinskih območjih Indonezije, kjer je bil znan kot »talas«. Ocenjuje se, da so taro gojili v vlažni tropski Indiji že pred 5000 pr. n. š., kamor je rastlina prišla iz Malezije. Iz Indije je bil taro prenesen na zahod v Egipt, kjer so ga Grki in Rimljani opisali kot pomembno kmetijsko kulturo. Avstronezijski mornarji so taro z njegovim prvinskim imenom talas prenesli v Oceanijo, kjer je danes znan tudi kot dalo, talo, taro in kalo.
Znanstveno ime je Colocasia esculenta; esculenata v slovenščini pomeni užiten. Je v tesnem sorodstvu z rodom Xanthosoma in številna domača imena se nanašajo bodisi na Taro, bodisi na kultivirane vrste rodu Xanthosoma, ki pa se uporabljajo za praktično enake namene.

## Zgodovina

### Rimljani
Taro so Rimljani uporabljali v precej podobne namene kot se danes uporablja krompir, to gomoljno zelenjavo pa so imenovali colocasia.
Viri omenjajo različne metode priprave tara, običajna naj bi bila kuhanje. Po padcu Rimskega imperija je uporaba tara v Evropi močno upadla, kar se je v veliki meri zgodilo zaradi zmanjšane trgovine; večina tara je bila namreč uvoženega iz Egipta.

## Uporaba
Majhna okrogla varieteta tara je olupljena in skuhana in se prodaja zamrznjena, pakirana v lastnem soku ali vložena. Surova rastlina ni užitna zaradi igličastih kristalov kalcijevega oksalata v rastlinskih celicah. 
Kot je značilno za listnato zelenjavo, so tarovi listi bogati z vitamini in minerali. So vir tiamina, riboflavina, železa, fosforja in cinka, prav tako pa tudi vitamina B6, vitamina C, niacina, kalija, bakra in mangana. Tarovi gomolji vsebujejo velik delež škroba in vlaknin. Oksalna kislina je lahko prisotna v gomoljih in predvsem v listih, zato naj bi se ta hrana uživala z mlekom ali drugimi živili, bogatimi s kalcijem, ki oksalat odstranijo iz prebavnega trakta. Absorbiranje velikih količih oksalatnih ionov v krvni obtok ima lahko negativne zdravstvene posledice, predvsem za ljudi z ledvičnimi boleznimi, protinom ali revmatoidnim artritisom. Kalcij v telesu reagira z oksalatnimi ioni, pri čemer nastaja slabo topni kalcijev oksalat, najpogostejša sestavina ledvičnih kamnov. 

### Bangladeš
V Bangladešu je znan kot mukhi kochu. S kozicami se ga kuha v gost kari.

### Brazilija
V Braziliji so gomolji znani pod imenom inhame, ki jih pogosto pripravljajo kot krompir. Menijo, da je taro zdrava hrana, dobra za imunski sistem, predvsem kot preventiva proti malariji in rumeni mrzlici. Surovega ga uporabljajo tudi za zdravljenje opeklin in vnetij.